# Шехович, Федя
Федя Шехович (хорв. Feđa Šehović, 16 марта 1930 — 31 января 2025) — хорватский писатель, лауреат множества премий и один из основателей так называемого современного исторического романа в хорватской литературе.

## Биография
Он учился и окончил (1954) факультет югославистики философского факультета Загребского университета. Он работал в сфере образования и журналистики, а с 1965 по 1967 год был директором драматического отделения Хорватского национального театра в Сплите. С 1972 года Шехович возглавлял Дубровницкую научную библиотеку, а затем возглавлял Дом Марина Држича (1989-1996). С 1996 года на пенсии.
Скончался 31 января 2025 года.

## Литературное творчество
Шеховича интересовали темы, связанные с Дубровником, в местной и исторической перспективе, а в некоторых романах он использует постмодернистские приёмы. В драматической литературе он появился с пьесой «Раскрёсток» (1959). Его более поздние известные комедии «Курве» (1974) и «Катарина Друга» (1984) характеризуются местной тематикой и колоритом. «Дубровницкая тралалалогия» — юмористический и сатирический портрет Дубровника и его жителей, нравов и обычаев, созданный в цикле из шести романов: «Kazin» (1974), «Savršeno umorstvo» (1975), «Veljun» (1977), «De bello ragusino» (1980), «Dogon» (1980) и «Knjiga postanka» (1981). «Kazin» был переиздан в 2007 году под названием «Бордель Дубровника: казино без цензуры». 
В 1980-е годы он привлёк к себе внимание историческими романами «Горький вкус души» (1983), «Освобождение дьявола» (1987) и «Введение в крепость» (1989), которые он опубликовал под псевдонимом Рауль Митрович. В них он использует постмодернистские литературные приёмы (найденная рукопись, вымышленная хроника). События в вышеупомянутых романах также являются аллегорией современных событий и ставят автора в один ряд с основателями так называемого современного исторического романа в хорватской литературе (наряду с Неделько Фабрио и Иваном Араликой). Критики указывают на параллели между этими и другими романами и творчеством Умберто Эко, а также на методы, которые он использовал в своём знаменитом романе «Имя розы». Позднее Шехович опубликовал под своим настоящим именем исторический роман «Все кораблекрушения капитана» (1992), удостоенный ежегодной литературной премии имени Ксавера Шандора Гяльского как лучшее прозаическое произведение, и семейную сагу «Илиясбеговичи: травунианская хроника» (2006), состоящую из романов «Илияс-бег: капитан Требиньский» (1999), «Иншаллах» (2000), «Беговина» (2001), «Дубровник интермеццо» (2001) и «От Мостара до Гааги» (2001). 
Автор военного романа «Четыре водителя в Апокалипсисе» (1994) и книги фельетонов «Злая судьба забвения» (1992). «Выдра» — художественная биография Марина Држича, написанная Шеховичем и опубликованная в 1980 году. Его криминальный роман «Преступление в монастыре» (2005) также имел успех.